# Jolanta Modlińska
Jolanta Modlińska- Jezierska (ur. 23 czerwca 1960 w Poznaniu) – polska wioślarka, olimpijka z Moskwy (1980). Córka Marcelego i Haliny Marii (z d. Dembina). 
Obecnie zamieszkuje w Chomęcicach pod Poznaniem. Mężatka (Andrzej Jezierski) i matka dwójki dzieci (Klaudia i Jakub).
Trenowała w klubie sportowym MKS Wałcz. Jej trenerami byli: Ryszard Świerczyński i Ryszard Koch.
W 1980 ukończyła Liceum Ogólnokształcące im. Kazimierza Wielkiego w Wałczu.

## Osiągnięcia sportowe
- 1979 – mistrzyni Polski;
- 1980 – uczestniczka Igrzysk Olimpijskich w Moskwie, w osadzie razem z Urszulą Niebrzydowską-Janikowską, Ewą Lewandowską-Pomes, Wandą Piątkowską-Kiestrzyn, Beatą Kamudą-Dudzińską, Krystyną Ambros-Żurek, Teresą Soroką-Frąckowską, Wiesławą Kiełsznia-Buksińską, Grażyną Różańską-Pawłowską (sterniczka) – ósemki, odpadły z konkurencji – po 3. miejscu w przedbiegach (3:25.15), a następnie 4. miejscu w repesażach (3:24.04).